# Ассоциация по развитию университетских бизнес-школ
Ассоциа́ция по разви́тию университе́тских би́знес-школ (англ. Association to Advance Collegiate Schools of Business, AACSB) была основана в 1916 году для аккредитации бизнес-школ по всему миру. Первая аккредитация ассоциации состоялась в 1919 году. Миссия организации заключается в развитии качества образования в сфере управления по всему миру через их аккредитацию и руководство. Аккредитация этой организации рассматривается как эталон для качественной бизнес-школы в научном обществе. В 1991 году ассоциацией были приняты новые стандарты аккредитации, которые стали более гибкими.
На протяжении многих лет ассоциация аккредитовывала только североамериканские бизнес-школы. Первой бизнес-школой вне Америки стала французская Высшая школа экономических и коммерческих наук в 1997 году. В 2009 году ассоциация открыла свой первый региональный филиал со штаб-квартирой в Сингапуре.
Состав основателей ассоциации включает Колумбийский университет, Дартмутский колледж, Гарвардский университет, Нью-Йоркский университет, Северо-западный университет, Университет штата Огайо, Тулейнский университет, Университет Дрейка, Калифорнийский университет в Беркли, Чикагский университет, Университет Пердью, Иллинойсский университет в Урбана-Шампейн, Университет Небраски, Пенсильванский университет, Университет Питтсбурга, Университет Южной Флориды, Университет Южной Флориды в Сент-Питерсберге, Техасский университет в Остине, Университет Висконсина в Мадисоне и Йельский университет. На июль 2011 года ассоциация аккредитовала 633 университетов на шести континентах. Аккредитуемые учреждения относятся к бизнесу или бизнесу и бухгалтерии.